# Rublivka, Ciîhîrîn
Rublivka (în ucraineană Рублівка) este un sat în comuna Novoselîțea din raionul Ciîhîrîn, regiunea Cerkasî, Ucraina.

## Demografie
Componența lingvistică a localității Rublivka
     Ucraineană (96,25%)
     Rusă (3,75%)
Conform recensământului din 2001, majoritatea populației localității Rublivka era vorbitoare de ucraineană (96,25%), existând în minoritate și vorbitori de rusă (3,75%).